# Rakańce
Rakańce (lit. Rakonys) – wieś na Litwie, w okręgu wileńskim, w rejonie wileńskim, w gminie Mariampol.

## Historia
W dwudziestoleciu międzywojennym leżały w Polsce, w województwie wileńskim, w powiecie wileńsko-trockim, w gminie Rudomino. W 1931 miejscowość liczyła:
- futor – 9 mieszkańców, zamieszkałych w 2 budynkach,
- majątek – 58 mieszkańców, zamieszkałych w 4 budynkach,
- osada – 9 mieszkańców, zamieszkałych w 1 budynku[2].

Po II wojnie światowej w granicach Związku Sowieckiego. Od 1991 na niepodległej Litwie.